# Idaea limitata
Idaea limitata är en fjärilsart som beskrevs av W. Warren 1897. Idaea limitata ingår i släktet Idaea och familjen mätare. Inga underarter finns listade i Catalogue of Life.